# Гринберг, Марк Иосифович
Марк Иосифович Гри́нберг (1896—1957) — советский учёный, специалист в области турбиностроения.

## Биография
Родился 10 (22 февраля) 1896 года в Одессе в семье присяжного поверенного Осипа Моисеевича Гринберга (?—1933), выпускника юридического факультета Императорского университета Святого Владимира (1890) и Пази (Полины) Абрамовны Зильбершмидт (?—1907). В 1913 окончил с золотой медалью коммерческое училище в Самаре. Участник Первой мировой войны (1915—1916).
Окончил ЛПИ (1922). С 1923 года работал на ЛМЗ имени И. В. Сталина. С 1929 одновременно преподавал в ЛПИ и ВТУЗе при ЛМЗ имени И. В. Сталина, профессор (1935), доктор технических наук (1947).
В 1920-е годы был на три месяца командирован в Англию для изучения турбиностроения. С 1930 года участвовал в создании паровых и газовых турбин, затем возглавил КБ, где создавались проекты турбин его конструкции — конденсационные, с регулируемым отбором пара.
В 1931 года под его руководством спроектирована первая в стране паровая турбина мощностью 2—5 МВт с частотой вращения вала 3000 об/мин, затем ряд конденсационных турбин с регулируемым отбором пара большой мощности.
В 1934—1938 годах по его проектам построена уникальная одновальная быстроходная турбина на 100 МВт.
С 1938 года главный конструктор паровых и газовых турбин ЛМЗ. 29 апреля 1938 года арестован, освобожден 28 октября 1939 года.
К 1941 под руководством Гринберга сконструировано и построено 9 типов мощных турбин. В годы войны он был одним из организаторов на Свердловском турбомоторном заводе производства запчастей для всего турбинного парка СССР.
Редактор книги: Паротурбостроение и газотурбостроение. Под ред. М. И. Гринберга. М.—Л,, Машгиз, 1957. 351 с.
Умер 25 февраля 1957 года в Ленинграде.

## Семья
- Жена — Лидия Давыдовна Рабинович (1905—1971), микробиолог, племянница правоведа И. М. Рабиновича, двоюродная сестра биохимика Е. И. Рабиновича.
  - Сыновья — Сергей (1930—1978) и Евгений (1934—2004).
- Сестра — Изабелла Иосифовна Гринберг (1898—1956), детская писательница, переводчик.
- Двоюродная сестра — Елена Исааковна Гринберг (1895—?), была замужем за журналистом и издателем Яковом Ноевичем Блохом.

## Награды и премии
- Сталинская премия первой степени (1946) — за создание паровой турбины генератора мощностью 100 тысяч л. с., частотой 10 000 об/мин, установленных на ТЭЦ[1]
- Сталинская премия третьей степени (1948) — за разработку конструкции и технологии производства паровой турбины высокого давления мощностью 100 тыс. кВт при 3 000 об/мин
- Ленинская премия (1963 — посмертно) — за создание паровой турбины ПВК-200-130 мощностью 200 000 кВт на параметры 130 ата, 565 °С с промежуточным перегревом до 565 °С
- орден Ленина (3 сентября 1931) — за особо выдающиеся заслуги в деле строительства заводом крупных паровых турбин и гидротурбин